# Cabo Carvoeiro
Koordinaten: 39° 21′ 34″ N, 9° 24′ 30″ W

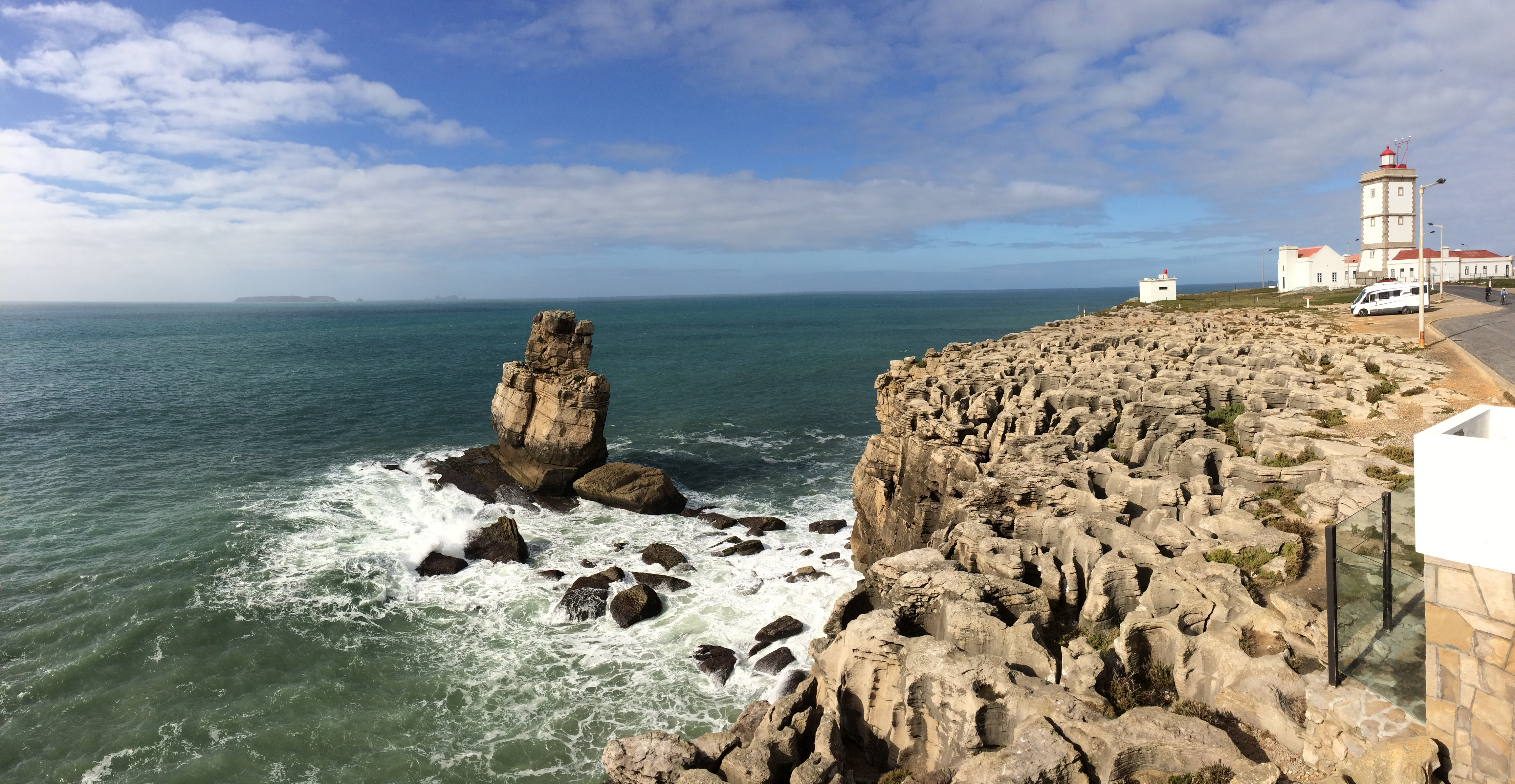
Kap mit Leuchtturm rechts, davor Nau dos Corvos, im Hintergrund die Berlengas

Cabo Carvoeiro ist eine von Steilküste geprägte Landspitze oder Kap an der portugiesischen Atlantikküste, ca. 80 Kilometer nördlich von Lissabon. Cabo Carvoeiro liegt im Westen der Stadt Peniche auf der gleichnamigen Peniche-Halbinsel im Distrikt Leiria. Auf ihr steht der 1790 erbaute Farol do Cabo Carvoeiro, der einer der ältesten Leuchttürme des Landes ist.

## Geographie
Die Höhe der Landspitze beträgt etwa 30 Meter über dem Meeresspiegel des Atlantiks. Die Landschaft ist geprägt durch stark erodierte Kalkfelsen und Karren, die im Wesentlichen aus dem unteren Jura stammen und somit zwischen 200 und 180 Millionen Jahre alt sind. Dem Kap vorgelagert sind einige Felsklippen, darunter das sogenannte Nau dos Corvos (Krähenschiff). Weiter westlich liegt im Atlantischen Ozean die kleine Inselgruppe der Berlengas, die zu einem Naturreservat erhoben wurden.

## Sehenswürdigkeiten
Ein wenig abseits vom Kap liegen zwei Sehenswürdigkeiten: Die kleine Kapelle Nossa Senhora dos Remédios stammt wahrscheinlich aus dem 17. Jahrhundert und ist ein beliebtes Wallfahrtsziel. In der Nähe führen ein Weg und Treppenstufen von der Küstenstraße zur Höhle Gruta da Furninha, in der Überreste menschlicher Besiedlung aus der Jungsteinzeit gefunden wurden.

## Leuchtturm
Auf der Landspitze steht der 1790 errichtete Leuchtturm Farol do Cabo Carvoeiro, der 1886 komplett umgebaut wurde. Der Turm hat eine Höhe von 27 Meter, die Feuerhöhe beträgt 57 Meter über mittlerem Meeresspiegel. Die Optik wurde mehrfach modernisiert, ebenso die Lichtquelle von Öl über Petroleum und Gas, bis der Turm 1952 ans öffentliche Stromnetz angeschlossen wurde. Seit 2011 verfügt der Leuchtturm über eine Optik 4. Ordnung mit einer Brennweite von 500 mm. Die Reichweite beträgt 15 Seemeilen. 2002 nahm eine Differential-GPS-Station den Betrieb auf.

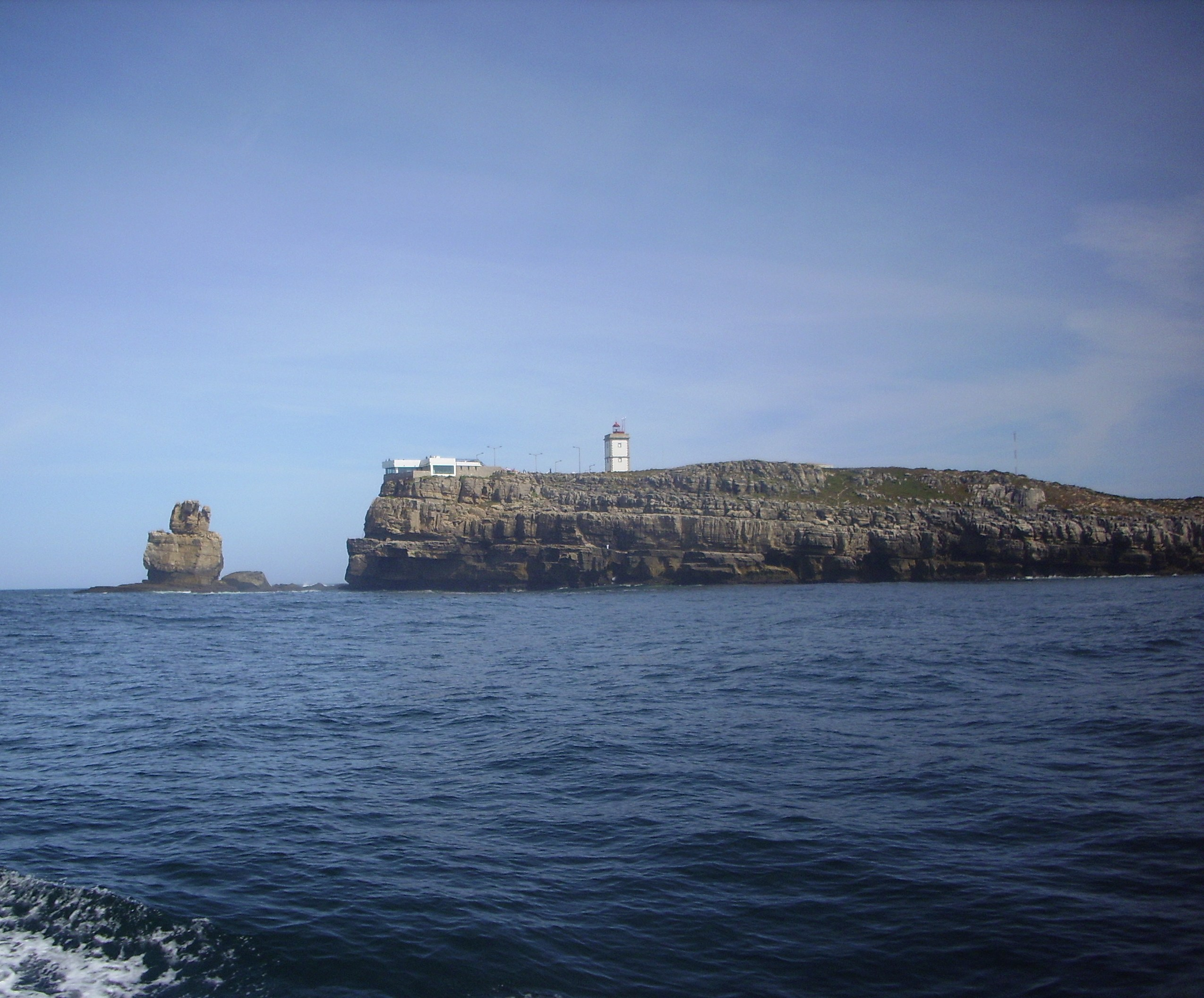
Cabo Carvoeiro mit Leuchtturm und Nau dos Corvos
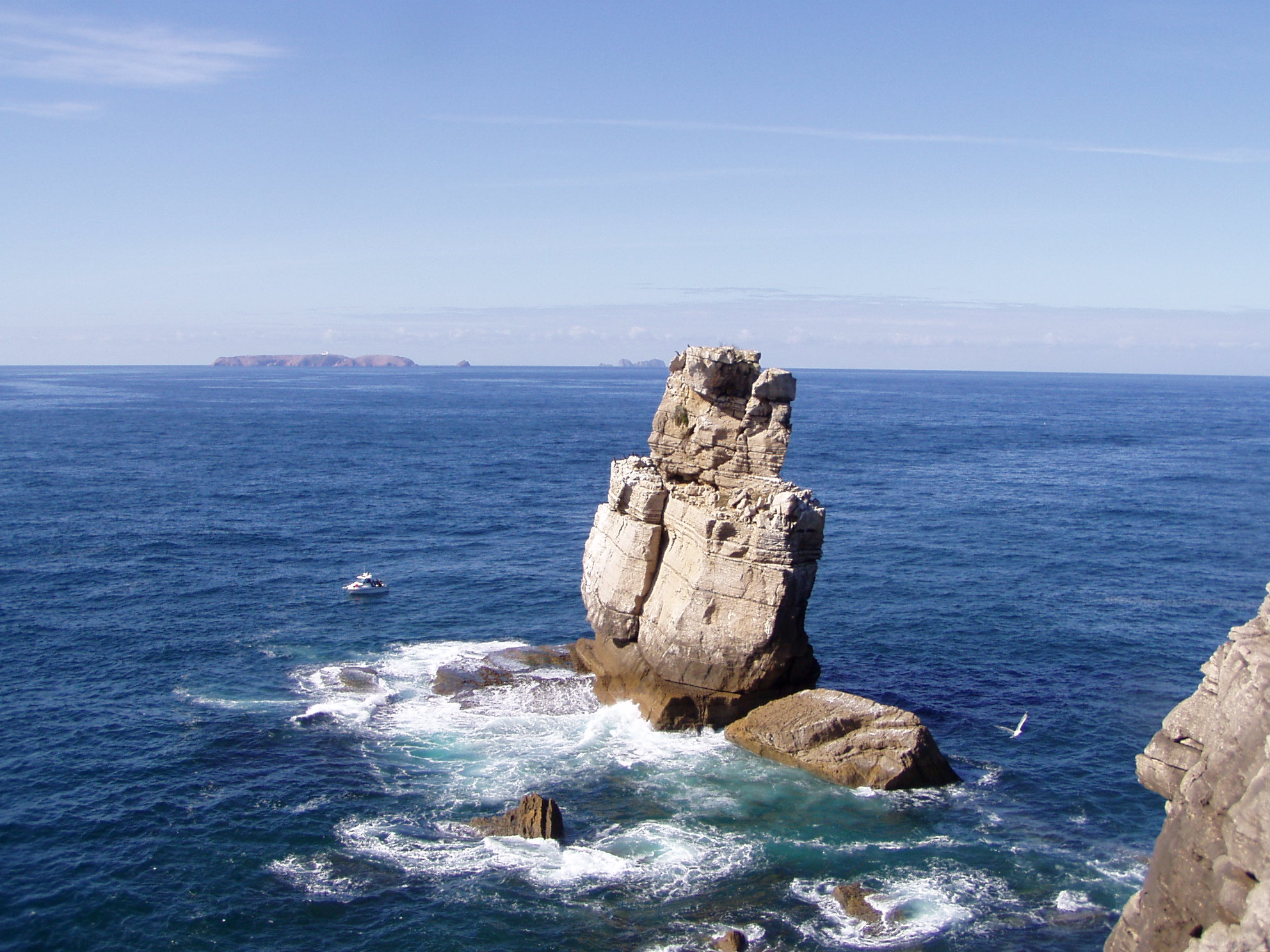
Nau dos Corvos („Krähenschiff“)
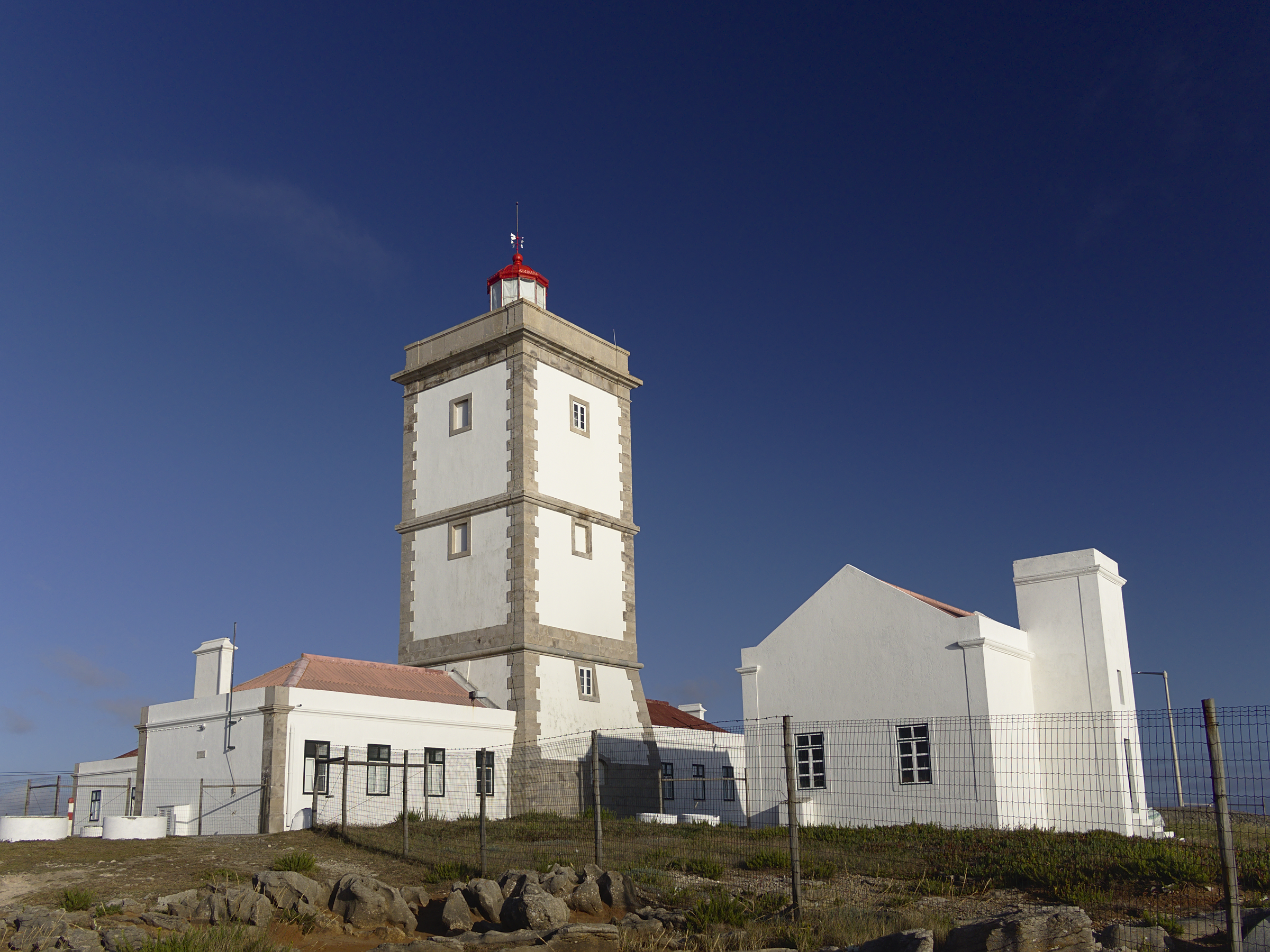
Leuchtturm Farol do Cabo Carvoeiro